# Dit helse moeras
Dit helse moeras is een in 1983 verschenen bundel essays, columns en polemieken van de Nederlandse schrijver Gerrit Komrij.

## Boekomslag
De illustratie op het groene omslag verbeeldt de titel door een detail af te beelden van een gravure die Gustave Doré maakte bij Dantes Inferno, Canto XXXII, verzen 127-129. Twee figuren zijn bezig weg te zinken in een moeras, omringd door de lijken van mensen die hetzelfde lot al eerder hebben ondergaan.

## Inhoud
De bundel is grotendeels een verzameling columns uit Komrijs toenmalige rubriek een en ander, die op woensdag op de achterpagina van NRC Handelsblad werd afgedrukt. Ook zijn enkele langere stukken opgenomen, zoals een studie naar de zelfmoord als modeverschijnsel in de negentiende eeuw. Naast polemische stukken waarin vooral politici, het feminisme en allerlei soorten taalgebruik op de hak worden genomen, zijn er speelse stukken, zoals een 'De verzamelde werken' getiteld verhaal waarin meer dan honderd titels van S. Vestdijk in de tekst zijn opgenomen, zoals bijvoorbeeld in de openingszin: 'Het was in de nadagen van Pilatus dat de zwarte ruiter en de bruine vriend samen op weg gingen, op zoek naar de verdwenen horlogemaker.' Hierin zijn verwerkt de titels De nadagen van Pilatus, De zwarte ruiter, De bruine vriend en De verdwenen horlogemaker.
Enkele afdelingen staan in het teken van bijzonder kunstig taalgebruik, zoals teksten waarin alleen woorden met dezelfde klinker voorkomen. Het eerste van deze stukjes, 'Adams val', begint zo: 'Ach, wat staat Sarah braaf naast haar man!' De column 'Syllabengezwel' bestaat uit vijf maal hetzelfde verhaaltje van een alinea lang, dat in de eerste alinea uitsluitend met woorden van één lettergreep (oftewel: syllabe) wordt verteld en in de vijfde met woorden van vijf lettergrepen. Ter illustratie hieronder de openingszin van elke alinea:
- Naar nieuws, al zeg ik het zelf: Rooms zijn mag van nu af aan niet meer, zegt het roer van staat.
- Ronduit delen de kranten mede: Roomsen worden voortaan buiten alle wetten gesteld.
- Bittere berichten bereikten inmiddels nagenoeg gehele bevolking: regering ondermijnt positie Vaticaan.
- Openbare mededeling overdondert buitenwereld: katholieken definitief uitgestoten.
- Verschrikkelijke mededelingen. Katholicisme ongeoorloofde organisatie, verordineren Staten-Generaal.[3]

## Afdelingen
De bundel is onderverdeeld in zeventien afdelingen:
- De ademnood van de jaren tachtig
- De kwaliteit van het kwaliteitsgezanik
- De onwelriekende gleuvenbrigade
- Schrijven met de wijwaterkwast
- Het laboratorium van het woord
- De marskramers in leed
- Gefluisterde intimiteiten
- Toneel en taal
- De zelfmoord in de negentiende eeuw
- Er tussenuit
- A-drama, E-tweegevecht, I-crisis, O-droom, U-tumult
- De rook uit de pijp van André van der Louw
- Ook in Culturia!
- De taal van de kunstkritiek
- Een bedorven tuiltje zwatelaars
- Macht en onmacht van de pen
- Woorden, woorden, woorden

## Receptie
In diverse recensies werd Komrij vergeleken met Jan Blokker en W.F. Hermans. Peter Blom van het Nieuwsblad van het Noorden had veel lof over voor met name het stilistische vernuft waarmee Komrij zijn 'geventileerde venijn' opdient. Volgens hem rijgt Komrij 'zijn slachtoffers op beeldschone wijze aan zijn pen.' In Het vrije volk sprak Alfred Kossmann van een 'rijk boek'. 'Variatie is er genoeg,' maar toch raadde hij af het boek in een keer uit te lezen, want dan raakt met 'ietwat uit zijn humeur door zóveel virtuositeit.' Beduidend kritischer was Gerrit Jan Zwier in de Leeuwarder courant, die als Komrijs belangrijkste wapen de hyperbool ziet, maar nogal wat herhaling waarneemt waar het de opvattingen betreft. Na honderden en honderden columns zouden die de lezer 'net zo bekend als het interieur van zijn huiskamer' voorkomen. Bovendien is bij Komrij het kwetsen en beledigen een doel op zich en is er bij zijn publiek dus vooral sprake van leedvermaak.